# Владимир Милићевић
Владимир Милићевић (Параћин, 13. март 1978) српски је фотограф, политичар и тренутни председник општине Параћин.

## Биографија
Рођен je 1978. године у Параћину. Потиче из старе и угледне параћинске породице Милићевића из Врапчана. Основну и средњу школу завршио је у Параћину, а након тога и дипломирао на Пољопривредном факултету, Универзитета у Београду. Након преузимања породичног посла, производње и прераде меса, којим се породица Милићевић бави 30 година.
Владимир се бави уметничком и комерцијалном фотографијом. Учествовао је на преко 100 међународних изложби фотографија, у преко 20 земаља. Освојио је више од 50 награда. Аутор је самосталне изложбе „Светлост и тама” које је премијерно приказао Параћинцима и која је била једна од најпосећенијих самосталних изложби у граду. Самосталне изложбе имао је и у Алексинцу и Куманову. 
Владимир Милићевић председник је кошаркашког клуба Параћин од 2017. године, када је и кошаркашки клуб Параћин остварио највећи успех, пласманом у Прву Српску лигу. Ожењен je, и отац двоје деце.